# Unione Sportiva Mestrina 1963-1964
Questa voce raccoglie le informazioni riguardanti l'Unione Sportiva Mestrina nelle competizioni ufficiali della stagione 1963-1964.

## Rosa
| N. |                   | Ruolo | Calciatore         |
| -- | ----------------- | ----- | ------------------ |
|    | Italia (bandiera) | D     | Paolo Ambrosini    |
|    | Italia (bandiera) | D     | Danilo Campanarin  |
|    | Italia (bandiera) | P     | Ivano Canella      |
|    | Italia (bandiera) |       | Castellan          |
|    | Italia (bandiera) | A     | Bruno Delle Fratte |
|    | Italia (bandiera) | C     | Dino D'Alessi      |
|    | Italia (bandiera) | C     | Ginadomenico Dazzi |
|    | Italia (bandiera) | A     | Alfredo Fin        |
|    | Italia (bandiera) | C     | Giovanni Gavagnin  |
|    | Italia (bandiera) |       | Mazzetto           |
|    | Italia (bandiera) |       | Messori            |
|    | Italia (bandiera) | C     | Giuseppe Petranzan |

| N. |                   | Ruolo | Calciatore        |
| -- | ----------------- | ----- | ----------------- |
|    | Italia (bandiera) | C     | Giuseppe Picella  |
|    | Italia (bandiera) | C     | Roberto Ranzani   |
|    | Italia (bandiera) | P     | Francesco Rettore |
|    | Italia (bandiera) | C     | Antonio Rinadi    |
|    | Italia (bandiera) |       | Scarpa            |
|    | Italia (bandiera) | C     | Mario Silvestri   |
|    | Italia (bandiera) | A     | Gidone Tedesco    |
|    | Italia (bandiera) | A     | Mario Tonello     |
|    | Italia (bandiera) | D     | Gino Vecchi       |
|    | Italia (bandiera) | C     | Paolo Veronese    |
|    | Italia (bandiera) | C     | Corrado Zamengo   |